# Beñat Txoperena
Beñat Txoperena Matxikote (Yanci, 8 de diciembre de 1991) es un ciclista español. 
Debutó como profesional con el equipo Euskadi en la temporada 2014. Ha sido convocado varias veces por la selección española sub-23. Para la temporada 2015 fichó por el nuevo conjunto continental Murias Taldea.

## Palmarés
No ha conseguido victorias como profesional.

## Equipos
- Euskadi (2014)
- Murias (2015-2018)
  - Murias Taldea (2015)
  - Euskadi Basque Country-Murias (2016-2018)